# Hipolit Lubieniecki
Hipolit Lubieniecki, właśc. Hipolit Jakub hr. Lubieniecki z Lubieńca herbu Rola (ur. w 1808 w Janinie, zm. 29 maja 1864 w Balicach) – ppr. pułku Krakusów, oficer w powstaniu listopadowym.
Jego rodzicami byli Jan Kanty Adam Lubieniecki i Felicyta z hr. Konarskich, stryjeczna wnuczka ks. Stanisława Konarskiego (jej brat był zięciem Stanisława Wodzickiego). 
15 VI r. 1836 poślubił w Iwaniskach Jadwigę Ludwikę Łempicką, córkę senatora-kasztelana Królestwa Polskiego Ludwika Łempickiego i Konstancji z Sołtyków (córki Stanisława i siostry Romana). Mieli razem dziewięcioro dzieci:
- Zdzisława (1837-1900), ożenionego ze Stanisławą Burczak-Abramowiczówną
- Helenę (ur. ok. 1840), żonę Karola Tańskiego (syna gen. Kazimierza Tańskiego)
- Jana Kantego (1840-1901), ożenionego z Eweliną Chrapowicką
- Józefę (ok. 1840-1899), żonę 1v. Ksawerego Jagnińskiego (siostrzeńca Józefa Gołuchowskiego), 2v. Stefana hr. Rostworowskiego (brata Michała, Stanisława Jakuba, Karola i Tadeusza oraz szwagra Józefa Wierusz-Kowalskiego)
- Teresę (ok. 1840-1944), żonę Stanisława Jakuba hr. Rostworowskiego (ich synem był gen. Stanisław Rostworowski, a zięciem Jan Dunin-Brzeziński)
- Konstancję (1842-1910), żonę Alfreda hr. Łosia
- Włodzimierza (1844-1912), ożenionego 1v. z Felicją Drużbacką (ich wnukiem był mjr. Henryk Dobrzański "Hubal"[3]), 2v. z Jadwigą hr. Rostworowską (siostrą stryjeczną Karola Huberta Rostworowskiego)
- Marię (ur. 1848), pannę
- Amelię (1855-1936), żonę Ludwika Władysława hr. Morstina (ich synem był Ludwik Hieronim Morstin, córką Maria Morstin-Górska, synową Zofia Starowieyska-Morstinowa, a zięciem Franciszek Górski)

Hipolit Lubieniecki należał do zamożnych ziemian – w historii Bogorii możemy przeczytać: „Bogoria była wtedy (w roku 1840) miastem prywatnym i należała do hrabiego Hipolita Lubienieckiego, mieszkającego w Balicach (Stopnickie), ale dobra bogoryjskie wydzierżawił Józefowi Targowskiemu”.
Klasyczne epitafium Hipolita Lubienieckiego, wykonane z popielatego wapienia w 1864, zachowało się w ścianie kościoła Ojców Reformatów w Stopnicy.